# وینسلید
وینسلید (به انگلیسی: Winslade) یک روستا و محله مدنی در بریتانیا است که در Basingstoke and Deane واقع شده‌است. وینسلید ۲۲۴ نفر جمعیت دارد.